# Xian de Habahe
Cette page contient des caractères spéciaux ou non latins. S’ils s’affichent mal (▯, ?, etc.), consultez la page d’aide Unicode.
Le xian de Habahe (哈巴河 ; pinyin : Hābāhé Xiàn ; ouïghour : قابا ناھىيىسى / Kaba Nahiyisi) est un district administratif de la région autonome du Xinjiang en Chine. Il est placé sous la juridiction de la préfecture d'Altay.

## Démographie
La population du district était de 74 593 habitants en 1999.